# Kinas demokratiska bonde- och arbetarparti
Kinas demokratiska bonde- och arbetarparti  är ett av de åtta legala politiska partierna i Kina och en frontorganisation till Kinas kommunistiska parti.

## Källa
- Seymour, James D. (1987) (på engelska). China's satellite parties. Studies of the East Asian Institute, Columbia University, 0588-5310. Armonk, N.Y.: M. E. Sharpe. Libris 6197871. ISBN 0-87332-412-9